# چین کا-لوک
چین کا-لوک (چینی: 錢嘉樂؛ زادهٔ ۶ اوت ۱۹۶۵) بازیگر اهل هنگ کنگ است.
از فیلم‌ها یا برنامه‌های تلویزیونی که وی در آن نقش داشته است، می‌توان به شهوت، احتیاط، همیشه اژدها، پام پام و جنگ سرد اشاره کرد.